# Samariterstraße (metropolitana di Berlino)
Samariterstraße è una stazione della metropolitana di Berlino, sulla linea U5 situata sotto la Frankfurter Allee serve il quartiere di Samariter (Samariterviertel) nel distretto di Friedrichshain.  È posta sotto tutela monumentale (Denkmalschutz).